# Charles Wood (tonsättare)

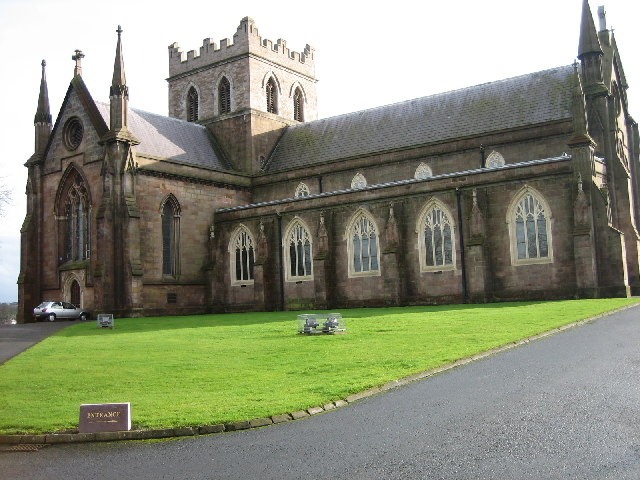
St Patrick's Cathedral i Armagh.

Charles Wood, född 15 juni 1866 i Armagh, County Armagh, död 12 juli 1926 i Cambridge, Cambridgeshire, var en irländsk tonsättare och lärare.

## Biografi
Wood föddes i Vicars' Hill i kvarteren runt katedralen i Armagh på Irland. Han sjöng sopran i gosskören i St. Patrick's Cathedral (Irländska kyrkan) där hans far var anställd som sångare och även som kanslist i stiftet. Wood fick sin utbildning i katedralkörens skola och studerade orgel för de två organisterna och körledarna Robert Turle och dennes efterträdare Dr Thomas Marks. År 1883 antogs han som en av femtio studenter till Royal College of Music i London där han studerade komposition för Stanford och Parry, samt horn och piano. Efter fyra års studier fortsatte han sin utbildning vid Selwyn College i Cambridge till 1889 där han började undervisa i harmonilära och kontrapunkt.
År 1889 anställdes han som lärare vid Gonville and Caius College i Cambridge, först som "organ scholar" och sedan som lärare 1894 då han blev "Director of Music and Organist".
Han var betydelsefull vid pånyttfödelsen av musiklivet vid skolan, mer som lärare och organisatör än som tonsättare. Efter Stanfords död tillträdde han sin lärares post som professor i musik 1924. Precis som Stanford är Wood framför allt ihågkommen för sina kyrkomusikaliska kompositioner i den anglikanska traditionen. Både hans liturgiska musik i frygisk stil, hans Magnificat och Nunc dimittis är ännu populära bland kyrkokörer. Hans Markuspassion visar på hans intresse för kyrkotonarter i kontrast till hans i övrigt romantiska stil.
Wood samarbetade med prästen och poeten George Ratcliffe Woodward i populariserandet av renässansmelodier med nya religiösa texter på engelska som bland annat resulterade i tre böcker med carols. Han skrev också åtta stråkkvartetter och var med om att grunda the Irish Folk Song Society 1904.
Bland hans elever märks Ralph Vaughan Williams och Herbert Howells.

## Verk

### Kammarmusik

#### Stråkkvartetter
- Nr 1 i d-moll (1885)
- Nr 2 i Ess-dur, 'Highgate' (1892)
- Nr 3 i a-moll (1911/12?)
- Nr 4 i Ess-dur, 'Harrogate' (1912)
- Nr 5 i F-dur (1914/15?)
- Nr 6 i D-dur (1915/16?)

### Soloinstrument

#### Orgel
- Variationer och fuga över 'Winchester Old' (1907/8)
- Tre preludier över melodier från Genevan Psalter (1907/8)
- Sexton preludier över melodier från English and Scottish Psalters (1911/12)
- Svit i gammal stil (1915?)

#### Piano
- The Choristers' March

### Kantater
- Ode to the West Wind, för tenorsolo, blandad kör och orkester, op.3 (1889?)
- Music – an ode för sopransolo, blandad kör och orkester (1892/3)
- A ballade of Dundee för bassolo, blandad kör och orkester (1904?)
- Eden Spirits för damröster och piano (1915?)

### Sakrala verk
- Magnificat och Nunc Dimittis Collegium Regale i F (SATB dubbelkör och orgel)
- Magnificat och Nunc Dimittis i D (SATB och orgel)
- Magnificat och Nunc Dimittis i G (SATB och orgel)
- Magnificat och Nunc Dimittis i Ess (SATB och orgel)
- Magnificat och Nunc Dimittis i Ess 'nr 2' (postum) (SATB och orgel)
- Magnificat och Nunc Dimittis i E (ATB dubbelkör)
- Communion setting 'i frygisk stil'
- Markuspassion
- Glorious And Powerful God
- Hail, gladdening Light (SATB dubbelkör) (1919)
- Once He came i blessing (SATB dubbelkör och tenorsolo)
- Father, all-holy (SATB dubbelkör)
- O King most high (SATB dubbelkör)
- Glory och honour (SATB dubbelkör)
- Great Lord of Lords (ATB dubbelkör)
- Oculi Omnium (SATB)
- Haec Dies (SSATBB)
- Expectans expectavi (SATB och orgel)
- O Thou, the central orb (SATB och orgel)

### Mindre, profana körverk

#### Madrigaler
- If love be dead för SSATB (1886?)
- Slow, slow fresh fount för SSATB (1888)
- The bag of the bee för SSATB (1895-1925?)

#### Körverk
Blandad kör
(För SATB om inte annat anges)
- How sweet the moonlight sleeps för SSATB (1887/8?)
- Blow, blow thou winter wind (1888?)
- The Hemlock Tree (1890/1?)
- Full fathom five (1890/1?)
- It was a lover (1892/3?)
- Wanderer's night song (1892/3)
- The widow bird (1895/6?)
- A loch dirge (1898?)
- The countryman (1898?)
- A century's penultimate för SSATBB (1899)
- Nights of music (1899?)
- As the moon's soft splendour (1905?)
- The whispering waves (1905?)
- I call och I call för SSATB (1905?)
- How sweet the tuneful bells (1906)
- Come sleep (1908?)
- When whispering strains för SSATB (1908?)
- Fain would I change (1908?)
- Music, when soft voices die (1908?)
- Haymakers, rakers (1908?)
- Time (1914)
- Awake, awake (1914?)
- Love, what wilt thou (1921?)
- Follow, follow (1922?)
- Shepherd's Sunday song (1923?)
- Spring song (1923?)
- Autumn (1924?)
- Wassail (1925?)
- Lullaby (1927)
- The Lamb (1927)
- Down i yon summer vale, originalet för manskör (1927)
- Hence away, begone (1929)
- The solitary reaper (1930)
- Rose-cheeked Laura (1931)
- When to her lute (1933)
- Spring time (1937)

Manskör
- It was a lover för ATTB (1892/3?)
- It was an English ladye bright för barytonsolo och TTBB (1899)
- Down i yon summer vale för TTBB (1901?)
- There comes a new moon för ATTB (1907/8?)
- When winds that move not för ATTB (1912/13?)
- The Russian lover för TTBB (1921/2?)
- Paty O'Toole för TTBB (1922)
- There be none of beauty's daughters för ATTB (1926)
- A clear midnight för TTBB (1926)
- When thou art nigh för TTBB (1927)
- Neptune's empire för TBB (1927)
- Robin Hood för TBB (1927)
- Carmen Caianum för unison manskör (1891/2?)

Damkör
- The nymph's faun för SSAA (1908?)
- Echo för SSA och piano (1908/9?)
- Cowslips för her covering för SSAA och piano (1912/13?)
- Good precepts för SSA och piano (1912/13?)
- Music when soft voices die för SSA och piano (1914/15?)
- Sunlight all golden för SSSS och piano (1918)
- The starlings för SSA (1918/19?)
- Lilies för SSA (1918/19?)
- Golden slumbers för SSSS (1919/20?)
- To music bent för SSA och piano eller två violiner (1920/1?)
- To welcome i the year för SSA (1923/24?)
- The blossom för SSA (1926)
- What is a day för SSA och piano (1927.)

### Solosånger
- Irish Folk Songs (1897)
- Irish County Songs
  - Volume I (1914)
  - Volume II (1927)
  - Volume III (1928)
- Anglo-Irish Folk Songs Volume I (1931)

### Opera
- The Pickwick Papers (baserad på Charles Dickens roman, uruppförd vid Royal College of Music 1922)[2]